# Marcinkowo (Braniewo)
Marcinkowo (deutsch Mertensdorf) ist ein Ort in der polnischen Woiwodschaft Ermland-Masuren und innerhalb der Landgemeinde Braniewo (Braunsberg) im Powiat Braniewski (Kreis Braunsberg). Bis 1945 gehörte er zum Kreis Braunsberg in Ostpreußen.

## Geographische Lage
Marcinkowo liegt im Nordwesten der Woiwodschaft Ermland-Masuren, zehn Kilometer südöstlich der Kreisstadt Braniewo (deutsch Braunsberg).

## Geschichte
Das frühere Matzdorf wurde erst ab der Zeit um 1785 Mertensdorf genannt. Als Landgemeinde kam Mertensdorf 1874 zum neu errichteten Amtsbezirk Schalmey (polnisch Szalmia) im ostpreußischen Kreis Braunsberg, Regierungsbezirk Königsberg. Im Jahre 1910 zählte Mertensdorf 148 Einwohner.
Am 30. September 1928 vergrößerte sich Mertensdorf um die Nachbargutsbezirke Anticken (polnisch Antyki) und Hirschfeld (Jeleniowo), die beide eingemeindet wurden. Die Einwohnerzahl der auf diese Weise neu formierten Gemeinde stieg bis 1933 auf 238 und bis 1939 auf 211.
Im Jahre 1945 gehörte Mertensdorf zu den Orten, die im südlichen Teil Ostpreußens in Kriegsfolge sämtlich an Polen abgetreten werden mussten. Mertensdorf heißt seitdem „Marcinkowo“ und ist heute ein Teil der Gmina Braniewo (Landgemeinde Braunsberg) im Powiat Braniewski (Kreis Braunsberg), von 1975 bis 1998 der Woiwodschaft Elbląg, seither der Woiwodschaft Ermland-Masuren zugehörig.

## Religion
Mertensdorf war bis 1945 evangelischerseits in die Kirche Lindenau (polnisch Lipowina) im Kirchenkreis Heiligenbeil in der Kirchenprovinz Ostpreußen der Kirche der Altpreußischen Union, römisch-katholischerseits in die Pfarrei Schalmey (polnisch Szalmia) im damaligen Bistum Ermland eingegliedert. Die fast ausnahmslos römisch-katholische Einwohnerschaft Marcinkowos gehört heute zur Pfarrei in Płoskinia (Plaßwich) im jetzigen Erzbistum Ermland.

## Verkehr
Marcinkowo liegt an einer Nebenstraße, die von der Kreisstadt Braniewo über Szyleny (Schillgehnen) nach Lubnowo (Liebenau) und weiter bis Płoskinia (Plaßwich) führt.